# Associação Recreativa União Esporte Clube
A Associação Recreativa União Esporte Clube é um clube brasileiro de futebol da cidade de Palmas, no estado do Tocantins. Fundada em 12 de janeiro de 1993, obteve a profissionalização em 2015 para disputar o Campeonato Tocantinense da Segunda Divisão. Suas cores são laranja, verde e branco.

## Desempenho em competições oficiais
Campeonato Tocantinense (2ª Divisão)
| Ano  | 2015 | 2016 | 2017 | 2018 | 2024 |
| Pos. | 3º   | 4º   | 3º   | 8º   | 12º  |
| ---- | ---- | ---- | ---- | ---- | ---- |